# Uszak gęstowłosy

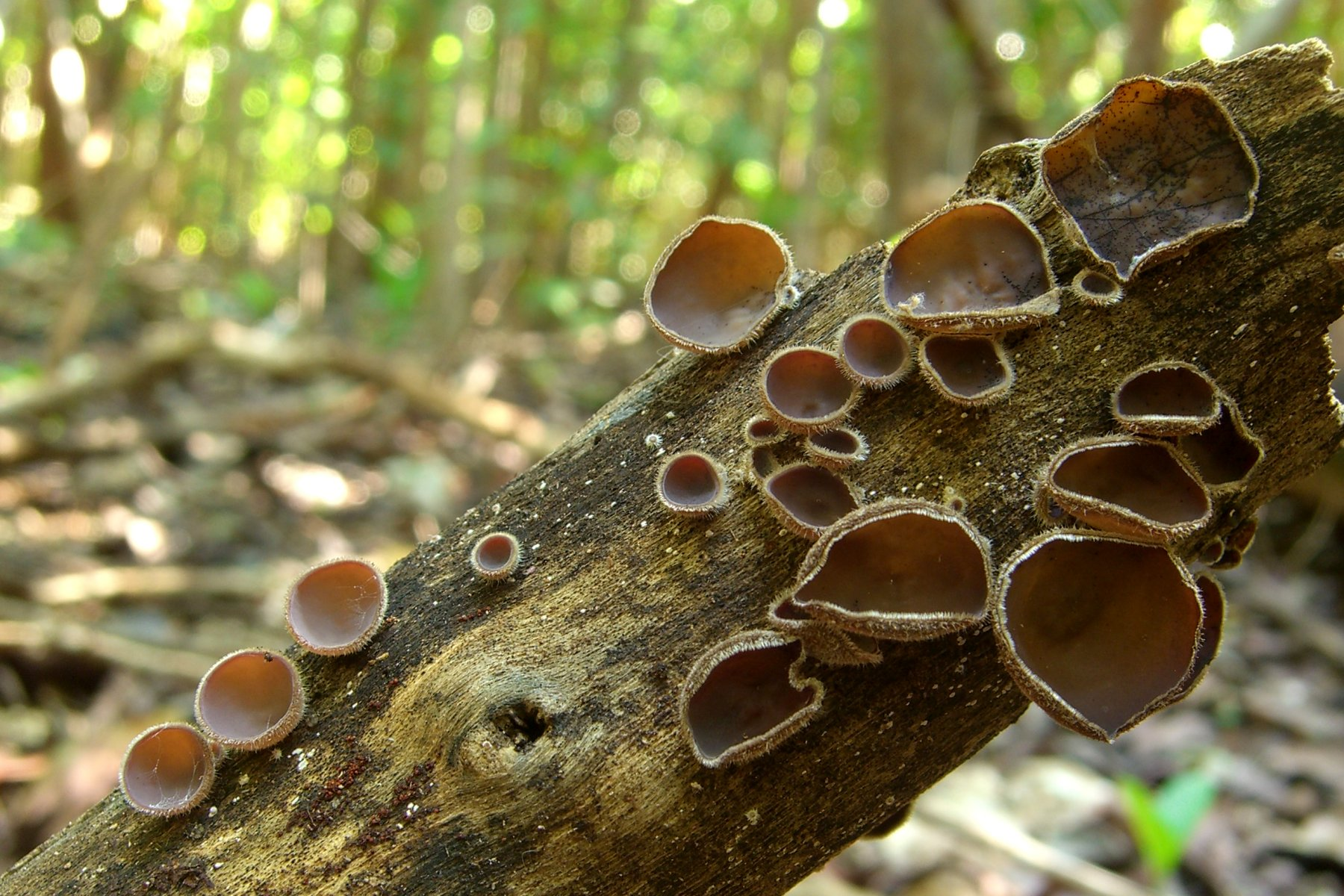

Uszak gęstowłosy (Auricularia nigricans (Sw.) Birkebak, Looney & Sánchez-García) – gatunek grzybów z rodziny uszakowatych (Auriculariaceae). Rośnie w strefie tropikalnej, spokrewniony z rodzimym uszakiem bzowym (Auricularia auricula-judae).

## Systematyka i nazewnictwo
Pozycja w klasyfikacji według Index Fungorum: Auricularia, Auriculariaceae, Auriculariales, Auriculariomycetidae, Agaricomycetes, Agaricomycotina, Basidiomycota, Fungi.
Po raz pierwszy takson ten zdiagnozował w 1806 r. Olof Swartz, nadając mu nazwę Peziza nigricans. Obecną, uznaną przez Index Fungorum nazwę nadali mu w 2013 r. Birkebak, Looney & Sánchez-García.
Niektóre synonimy:

- Auricularia auricula-judae var. polytricha (Mont.) Rick 1958
- Auricularia leucochroma Kobayasi 1942
- Auricularia nigrescens (Sw.) Farl. 1905
- Auricularia polytricha (Mont.) Sacc. 1885
- Auricularia polytricha var. argentea D.Z. Zhao & Chao J. Wang 1991
- Auricularia polytricha (Mont.) Sacc. 1885 var. polytricha
- Exidia polytricha Mont. 1834
- Hirneola nigra (Sw.) Fr. 1849
- Hirneola nigricans (Sw.) P.W. Graff 1917
- Hirneola polytricha (Mont.) Fr. 1849
- Lachnea nigra (Sw.) Sacc. 1889
- Peziza nigrescens Sw. 1788
- Peziza nigricans Sw. 1806[2].

Popularnie znany jako uszak judaszowy albo grzyb Mun.

## Morfologia
Gatunek podobny do rodzimego uszaka bzowego, jednak o nieco większych owocnikach i zewnętrznej powierzchni pokrytej dwa razy dłuższymi włoskami (do 0,5 mm). Wysuszone owocniki po zewnętrznej stronie ciemnobrązowe do czarnych, matowe, po wewnętrznej szarobrązowe.

## Występowanie i siedlisko
Grzyb występuje w strefie tropikalnej na całym świecie. Rośnie głównie na osłabionych lub martwych drzewach w lasach, zaroślach, parkach, ogrodach. W warunkach naturalnych występuje głównie na pniach czarnego bzu, ale też na akacji i innych drzewach zazwyczaj liściastych, praktycznie nie występuje na iglastych. Jest również uprawiany przez człowieka.

## Znaczenie
Grzyb jadalny, obecny w kuchniach wielu narodów azjatyckich, szczególnie chińskiej i japońskiej oraz w medycynie chińskiej, w której uważany jest za grzyb leczniczy. Przypisuje mu się szereg właściwości leczniczych, m.in. w leczeniu chorób układu oddechowego.
Grzyb uprawny. W krajach Dalekiego Wschodu uprawia się go na drewnie, jest też sprowadzany do Europy, w tym do Polski i serwowany w restauracjach kuchni azjatyckiej. Dopuszczony jest do obrotu handlowego i przetwórstwa na terenie Polski.